# Johann Jakob Stenzel
Johann Jacob Stenzel (ur. 1660 we Frankfurcie nad Menem, zm. 1726 w Gdańsku) – dyplomata saski.
Studiował na Uniwersytecie w Jenie (1683-). Pełnił funkcję korespondenta (nieformalnego rezydenta) Saskiego w Gdańsku (1708–1726); nie został oficjalnie zaakceptowany przez Magistrat Gdańska. W 1709 uzyskał tytuł tajnego sekretarza, w 1710 radcy dworu.